# New Glarus (condado de Green, Wisconsin)
New Glarus es un pueblo ubicado en el condado de Green en el estado estadounidense de Wisconsin. En el Censo de 2010 tenía una población de 1.335 habitantes y una densidad poblacional de 15 personas por km².

## Geografía
New Glarus se encuentra ubicado en las coordenadas 42°48′50″N 89°39′47″O / 42.81389, -89.66306. Según la Oficina del Censo de los Estados Unidos, New Glarus tiene una superficie total de 88.99 km², de la cual 88.99 km² corresponden a tierra firme y (0%) 0 km² es agua.

## Demografía
Según el censo de 2010, había 1.335 personas residiendo en New Glarus. La densidad de población era de 15 hab./km². De los 1.335 habitantes, New Glarus estaba compuesto por el 97.68% blancos, el 0.22% eran afroamericanos, el 0.15% eran amerindios, el 0.67% eran asiáticos, el 0% eran isleños del Pacífico, el 0.3% eran de otras razas y el 0.97% pertenecían a dos o más razas. Del total de la población el 1.05% eran hispanos o latinos de cualquier raza.